# 球拍

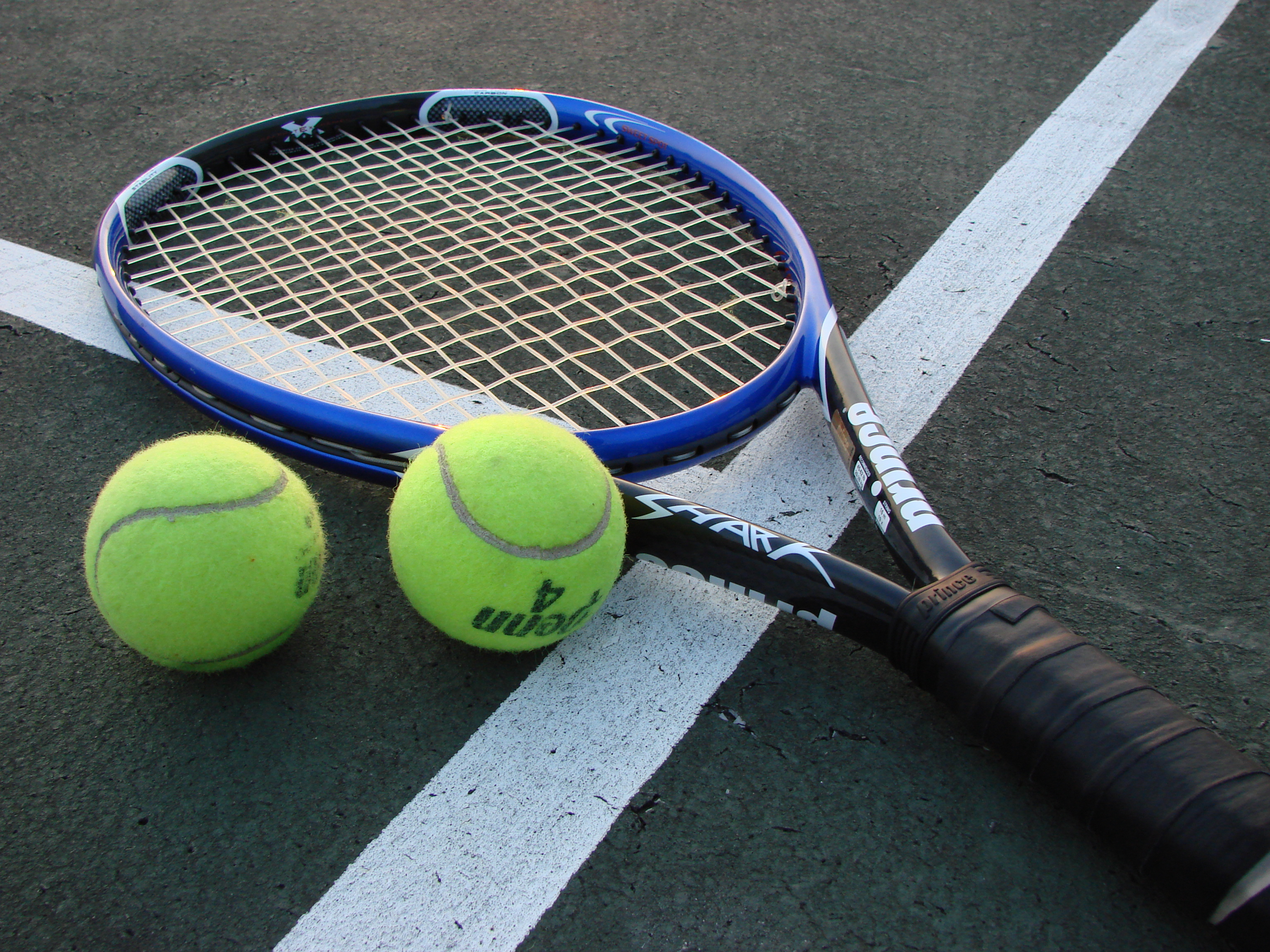
网球拍

球拍，是指在球類運動中，用來擊球的平板狀用具。使用球拍的體育運動，包括羽毛球、网球、乒乓球、板球、壁球、匹克球等。一般来说球拍包括杆状或柱状的手持握部分和板状的击打面组成。

## 相關
- 網球拍
- 乒乓球拍
- 羽毛球拍
- 板球拍
- 壁球拍